# Maleficios
Maleficios es una narración del escritor ruso Mijaíl Afanásievich Bulgákov del año 1924 que lleva por subtítulo Relato en el que se narra cómo dos gemelos llevaron a la perdición a un secretario.

## Argumento
Bartholomé Korotkov, secretario titular del Depósito Central y Principal de Materiales Fosfóricos, puesto que cree eterno, recibe, a falta de dinero contante y sonante, su sueldo en cajas de cerillas. Intenta vender algunas a su vecina, pero esta, que trabaja en el Almacén Regional de Vinos, se lamenta porque ha recibido su sueldo en botellas de vino de mesa.
Korotkov, al encender una cerilla, recibe el impacto de una chispa en un ojo. Al día siguiente, con el ojo vendado, encuentra sobre la mesa de su despacho un papel donde el director de la Subdivisión de Abastecimientos Complementarios requiere un uniforme para las mecanógrafas.
En la puerta del gabinete del Director, Korotkov se topa con un hombrecillo de cabeza ovoide y calva. Es el nuevo Director, un ser repugnante, que no deja de despotricar, según le cuenta la secretaria de éste. El anterior, Chekushin, ha sido despedido.
Korotkov regresa a su despacho. El nuevo Director ha escrito en el papel que en su momento oportuno todas las mujeres recibirán sus calzones de soldado. Sorprendido, escribe un telegrama con esta contestación al Director de Abastecimientos.
Al día siguiente, Korotkov es despedido por confundir el nombre del Director, Calzonov, con la palabra “calzones”, y por llevar una venda en el ojo, “sin duda a consecuencia de una pelea”, venda que ya no lleva. Intenta hablar con Calzonov, pero éste marcha rápidamente a la dirección Central de Abastecimientos, a donde marcha también Korotkov.
En el tranvía le roban sus papeles. Ya en la Central, ve a Calzonov tanto con un barba asiria como sin ella. No logra alcanzarlo. Un anciano le comunica que Calzonov ha sido sustituido por Chekushin. Korotkov se alegra y regresa a su casa.
Su vecina se marcha a la casa de su madre y le deja las botellas de vino. Ya en su habitación, Korotkov sufre un ataque de miedo al recordar la inexplicable barba asiria que por unos momentos llevó Calzonov. Se bebe media botella de vino y se duerme.
Al día siguiente, encuentra nuevos rostros en su trabajo. El Calzonov afeitado le llama Basile Pávlovich Kolobkov y le nombra su adjunto. Korotkov, sin poderlo remediar, se abalanza fuera de sí sobre el Calzonov barbudo, que ahora ocupa su despacho, pero éste logra huir.
Korotkov toma un tranvía y baja frente a un edificio donde busca la oficina de reclamaciones, pero se equivoca de despacho y acaba en una oficina de periodismo. Allí un tal Jean Sobieski le informa que Calzonov había sido destinado allí, él se quejó y Calzonov fue enviado precisamente a donde trabajaba Korotkov. Éste se marcha, pero el laberinto que forman los pasillos le devuelve a la misma oficina, pero ahora a Sobieski le falta la nariz, una oreja y el brazo izquierdo.
Se va y en las escaleras se topa con el Calzonov barbudo, que al huir rueda por ellas, se convierte en un gato negro y salta por una ventana. Korotkov parece comprender todo de pronto y ríe a carcajadas.
Ya en su casa, bebe más vino y decide buscarse otro empleo. Acude a la oficina de reclamaciones por el asunto de sus papeles robados en el tranvía, y allí el anciano ya mencionado, convertido en un halcón peregrino, le manda a ver a Dyrkine, un hombrecillo que le pide que le golpee con un candelabro. Korotkov así lo hace y huye, seguido del sonido de disparos. Sube a la azotea de un edificio. Se defiende con las bolas que ha cogido de una sala de billar. Pero Calzonov consigue llegar a la azotea. «Ríndete», le dice. «Antes la muerte que el deshonor», le contesta Korotkov, y salta al vacío.

## Comentario
Maleficios, uno de los primeros escritos de Bulgákov, es una narración de fuerte carácter satírico impregnado de una gran fantasía, elementos empleados para exponer una visión crítica y algo surrealista del sistema burocrático imperante tras la revolución. El protagonista se ve obligado a vivir una serie de situaciones absurdas y delirantes a partir de un infortunado equívoco. Todas sus peripecias están narradas con el ritmo de los gags del cine mudo.